# Irakli Czoczua
Irakli Czoczua (gruz. ირაკლი ჭოჭუა; ur. 15 września 1979) – gruziński zapaśnik walczący w stylu klasycznym. Olimpijczyk z Aten 2004, gdzie zajął szóste miejsce w kategorii 55 kg.
Ósmy na mistrzostwach świata w 2005. Brązowy medalista mistrzostw Europy w 2001. Trzeci w Pucharze Świata w 2003 i siódmy w 2007. Mistrz Europy i wicemistrz świata juniorów w 1999 roku.